# Hithadhoo (Addu-Atoll)
Hithadhoo ist eine Insel des Addu-Atolls im Inselstaat Malediven in der Lakkadivensee (Indischer Ozean). Sie ist die Hauptinsel des südlichsten Atolls der Malediven.

## Geographie
Die längliche Insel liegt im Nordwesten des Atolls. Sie ist im Süden über mehrere Fahrdämme mit den Inseln auf der Westseite des Addu-Atolls verbunden.

## Verwaltung
Alle Inseln des Addu-Atolls (Seenu) bilden seit 2011 das maledivische Stadtgebiet Addu-City, dessen Verwaltungssitz auf der Insel Hithadhoo liegt. 2014 hatte die Insel 10.398 Bewohner.